# From the River to the Sea

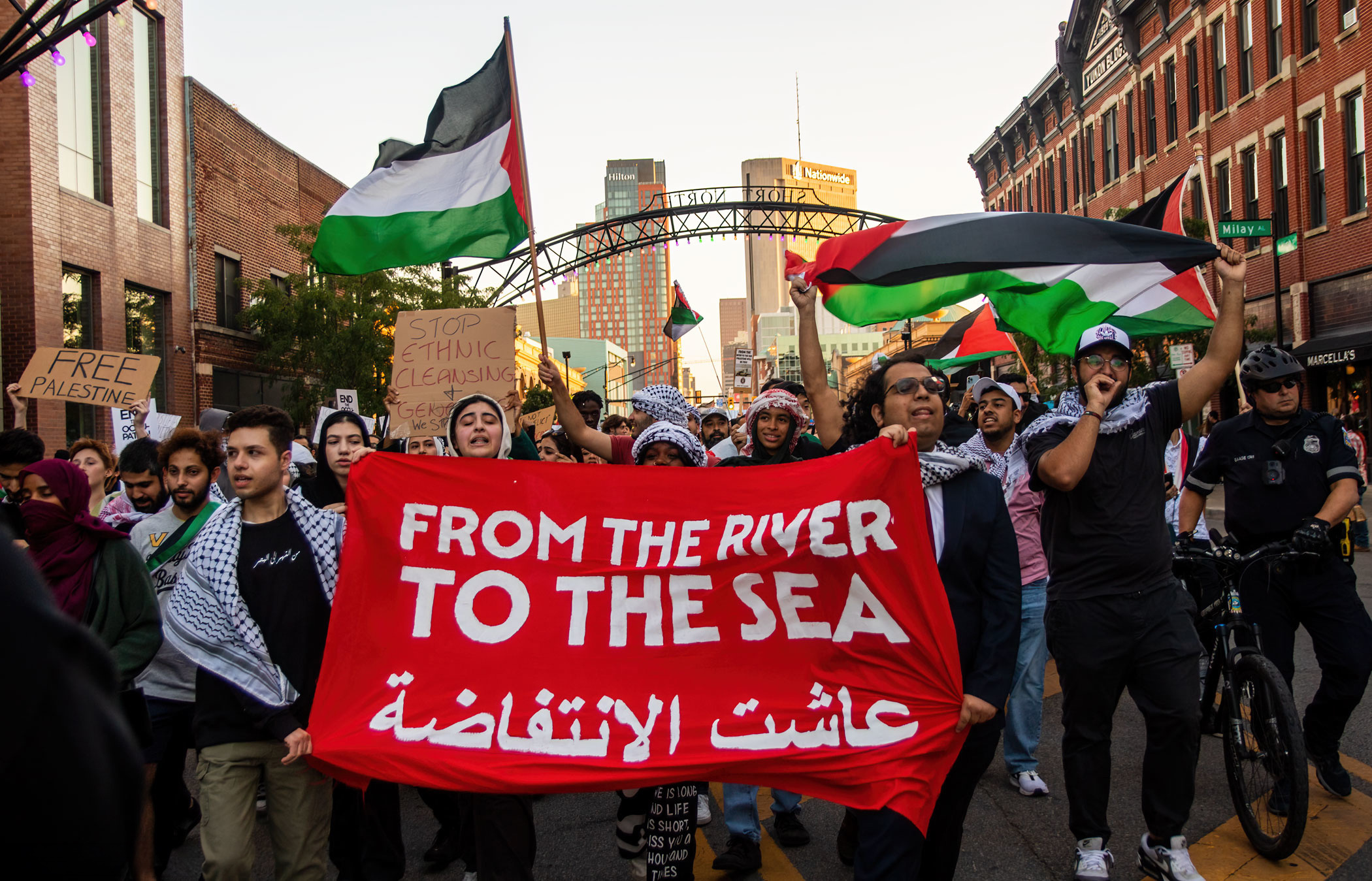
Der Slogan bei einer Demonstration in Columbus am 12. Oktober 2023, mit einem arabischen Hinweis auf die Intifada

From the River to the Sea (englisch für „Vom Flusse bis zum Meer“; arabisch من النهر إلى البحر min an-nahr ila l-baḥr; hebräisch מן הנהר עד לים Min ha-nahar ʿad la-yam) ist eine politische Parole, die im Zusammenhang mit dem Israel-Palästina-Konflikt verwendet wird. Menschen, die die Parole verwenden, beziehen sich damit auf das Gebiet zwischen Jordan („River“) und Mittelmeer („Sea“), zu dem neben Israel auch das Westjordanland und der Gazastreifen gehören.

## Herkunft, Bedeutung und Verwendung

### Geschichte

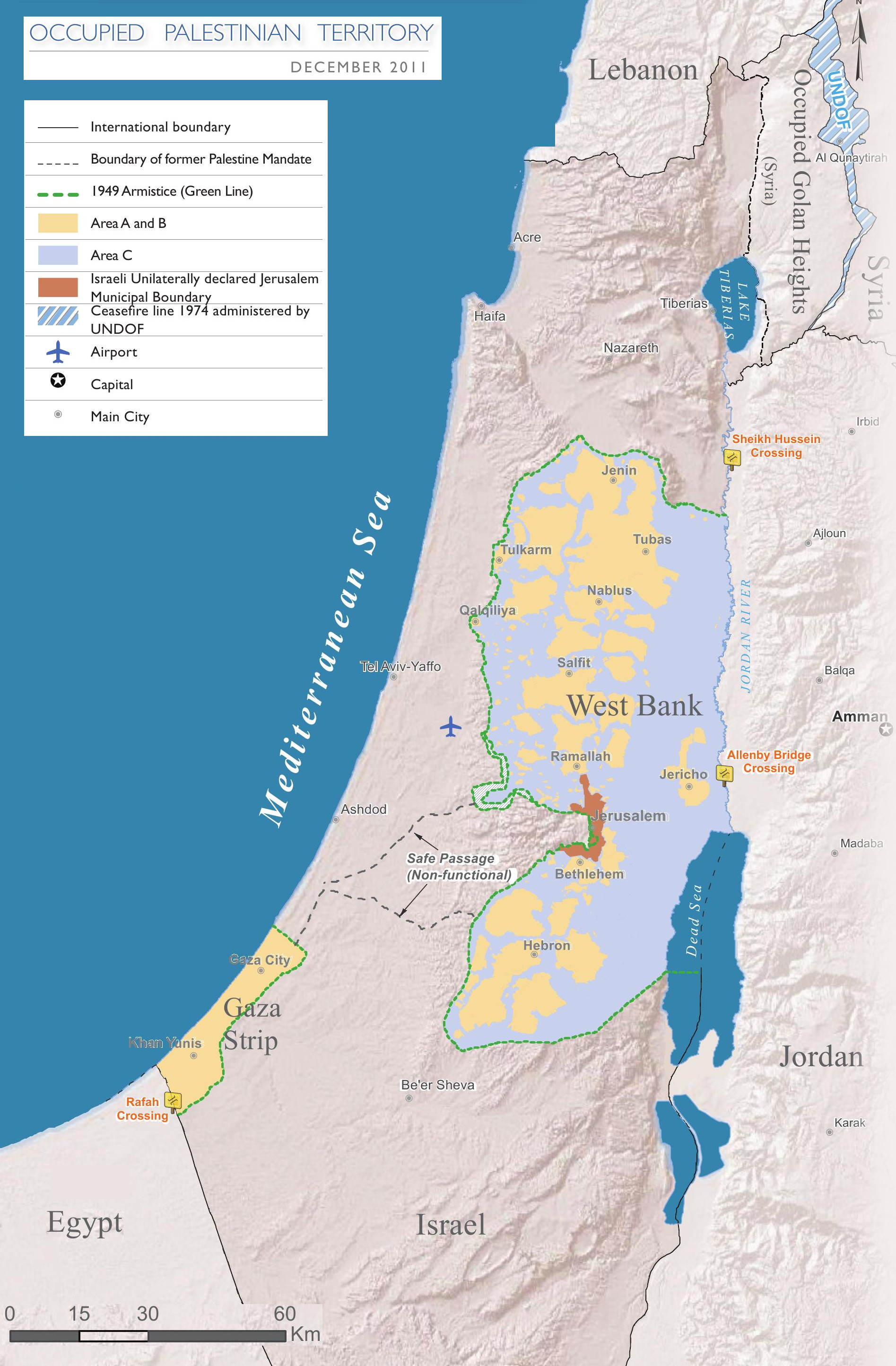
Karte von Israel und den palästinensischen Gebieten gemäß dem Oslo-Abkommen. Der Jordan mit dem See Gennezaret (im Norden) und dem Toten Meer (im Süden) befindet sich auf östlicher Seite, das Mittelmeer auf der westlichen Seite.

Laut den Historikern Omer Bartov und Joseph Croitoru begann die Geschichte des Slogans bereits vor der Gründung des Staates Israel im Jahr 1948 im revisionistischen Spektrum des Zionismus unter Führung von Wladimir Jabotinsky. Jabotinsky und seine Anhänger sprachen von der Gründung eines jüdischen Staates in ganz Palästina. 1930 veröffentlichte Jabotinsky in einer von ihm herausgegebenen Zeitung Verse mit dem Refrain: „Zwei Ufer hat der Jordan, das eine ist unser – das andere auch.“ Dies deutete auf einen jüdischen Staat hin, der sogar über den Jordan hinausging, wie das ursprüngliche Mandatsgebiet Palästina, bevor die Briten davon Transjordanien als Staat für Araber abtrennten.
Laut dem amerikanischen Historiker Robin D. G. Kelley lässt sich der Slogan auf zionistische Parolen zurückführen, die die Grenzen von Eretz Israel bezeichneten. Er fügt hinzu, dass in den 1960er Jahren die Palästinensische Befreiungsorganisation (PLO) mit demselben Slogan die Gründung eines arabischen Staates forderte, der das gesamte Gebiet des ehemaligen britischen Mandats Palästina umfassen sollte. Die PLO-Charta von 1964 forderte „die vollständige Rückeroberung des unrechtmäßig besetzten Heimatlandes“, erklärte jedoch, dass „Juden palästinensischer Herkunft als Palästinenser angesehen werden sollen, wenn sie bereit sind, friedlich und loyal in Palästina zu leben“. Dies schließt alle Juden ein, die vor 1947 dort geboren wurden, sowie deren Nachkommen. Nach der Änderung der Charta im Jahr 1969, die auch neuere jüdische Einwanderer einschloss, interpretiert Kelley die Verwendung des Slogans ‘Free Palestine from the river to the sea’ seitdem als Forderung nach einem einheitlichen, demokratischen und säkularen Staat.
Nach Meinung von Elliott Colla ist es ungewiss, wann der Slogan innerhalb der palästinensischen Protestkultur entstanden sei. Er weist darauf hin, dass dieser Ausdruck in den Palästinensischen Nationalchartas von 1964 und 1968 sowie in der Hamas-Charta von 1988 nicht vorkomme. Er erwähnt auch, dass er keine Beweise für dessen Verwendung in dokumentierten Quellen aus den 1960er oder 1970er Jahren gefunden habe. Nach Auskunft von palästinensischen Aktivisten seien früheste Beispiele der Parole während der Ersten Intifada aufgekommen.
Laut Amos Goldberg und Alon Confino zeigte die amerikanische Geschichtsprofessorin Maha Nassar, dass der Slogan „From the River to the Sea“ in den 1960er Jahren während der Dekolonialisierung Afrikas und Asiens in Fatah-Kreisen populär wurde. Die Vorstellung habe damals „auf die Errichtung eines säkularen, demokratischen und egalitären Staates in ganz Palästina“ abgezielt, „in dem die Juden volle Gleichberechtigung genießen sollten, aber ohne die Privilegien des Zionismus“. Die Idee eines freien Palästinas schloss laut Nassar damals auch die Befreiung von der autoritären jordanischen und ägyptischen Herrschaft im Westjordanland und im Gazastreifen ein.
Der antiisraelische Slogan wurde Wolfgang Kraushaar zufolge bereits 1964 in Kairo bei der Gründung der PLO benutzt, „um damit die Schaffung eines eigenen, und zwar aus dieser Sicht einzig legitimierten Staates zu rechtfertigen“.
Laut Joseph Croitoru tauchten die ersten Bezugnahmen auf ein Palästina „vom Fluss bis zum Meer“ Anfang der 1970er Jahre in palästinensischen Zeitschriften auf – jedoch eher im Kontext einer Kritik an denjenigen palästinensischen Kampforganisationen, die den als unrealistisch empfundenen Anspruch erhoben, das gesamte Gebiet zwischen Jordan und Mittelmeer befreien zu wollen. Wie verbreitet die Parole in jenen Jahren war, ist laut Croitoru eine offene Frage; ebenso ungewiss sei, in welchem Ausmaß sie damals auf der israelischen Seite die Rhetorik des Likud beeinflusste, der in den 1970er Jahren von der Unteilbarkeit von Eretz Israel sprach und erklärte, dass es „zwischen dem Meer und dem Jordan“ nur israelische Souveränität geben werde.

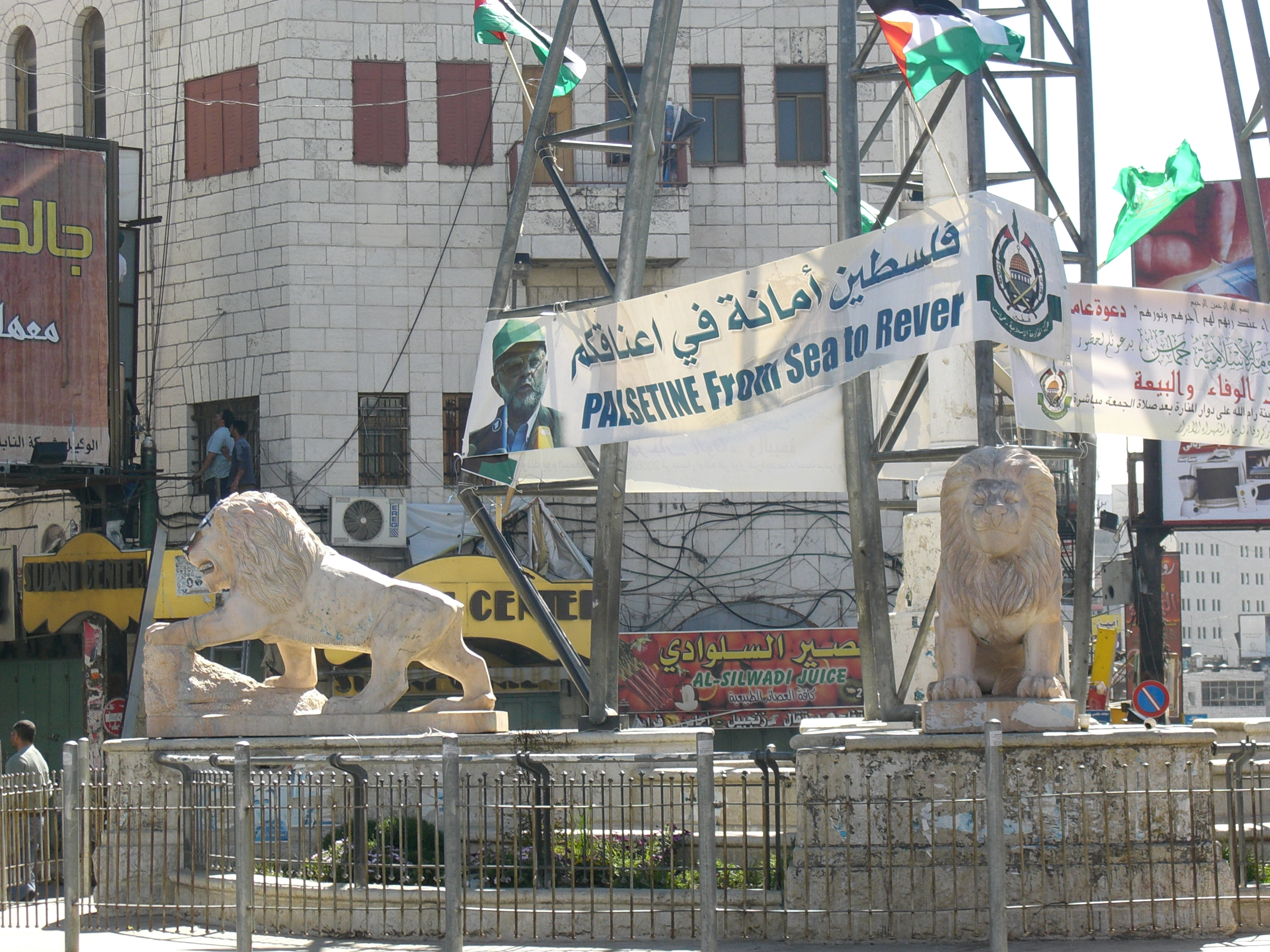
Der englische Slogan 2006 auf einem Wahlplakat der Hamas in Ramallah

2017 übernahm die Terrororganisation Hamas die Parole in ihr Grundsatzpapier. Der in der Hamas-Charta von 1988 formulierte Anspruch auf das gesamte Gebiet des historischen Palästinas blieb unverändert und wurde nun mit geografischen Angaben versehen. Darin heißt es im Artikel 20: „Hamas lehnt jede Alternative zu einer kompletten und vollständigen Befreiung von Palästina ab, vom Fluss zum Meer.“ Die Aussage richtet sich, laut Armin Pfahl-Traughber, gegen das Existenzrecht Israels, das zugunsten eines souveränen Palästinas aufgehoben werden soll. „From the River to the Sea, Palestine will be free“ (oder die Kurzform: „From the River to the Sea“) sei bei Demonstrationen in Europa „eine häufig gerufene und gezeigte Parole“.

### Bedeutung
Die vollständige Parole lautet „From the river to the sea, Palestine will be free“ und dient als Anspielung auf das Gebiet zwischen dem Fluss Jordan und dem Mittelmeer im Westen, auf dem der Staat Israel, aber auch Palästina liegt. Die Verwendung dieses Slogans ist umstritten und Gegenstand unterschiedlicher Interpretationen und sowohl politischer als auch rechtlicher Auseinandersetzungen. Interpretationen reichen von einer Forderung nach der Freiheit für Palästinenser von israelischer Besatzung über einen Aufruf zur Schaffung eines vereinten Staates für Israelis und Palästinenser bis hin zu einem Aufruf zur Vernichtung des israelischen Staates. Der Slogan wird häufig bei pro-palästinensischen Demonstrationen und auch von Organisationen wie Samidoun und der Boycott, Divestment and Sanctions (BDS) Kampagne verwendet.
Der Linguist Markus Weiß analysiert die Parole „From the river to the sea, Palestine will be free“ sogar als einen indirekten antisemitischen Sprechakt. Die erste Phrase beziehe sich auf den geografischen Raum, in dem sich der Staat Israel befinde, der durch das Lexem Palestine spezifiziert werde. Durch diese Umbenennung werde die Existenz des jüdischen Staates negiert. „Die Aberkennung Israels und letztlich dessen Beseitigung wird in der zweiten Phrase noch deutlicher. Der Wunsch, Israels Existenz auszulöschen, wird mittels der im Futur formulierten Prädikativphrase will be free artikuliert und obendrein euphemistisch durch das Lexem free als Befreiung re-klassifiziert.“
Auch im Zusammenhang mit dem Terrorangriff der Hamas auf Israel am 7. Oktober 2023 wird der Satz teilweise als antisemitisch eingestuft. Laut der Recherche- und Informationsstelle Antisemitismus (RIAS) propagiert die Parole die Auslöschung Israels und soll im Kontext des 7. Oktobers den Terrorangriff und die Massaker der Hamas legitimieren. Wolfgang Kraushaar schreibt, es dürfe vermutet werden, „dass manche pro-palästinensische Demonstranten gar nicht so genau wissen, was sie eigentlich fordern […] Ob jedem und jeder, der oder die den Spruch im Munde führt, bewusst ist, dass damit auf der Landkarte die Ausradierung Israels und damit möglicherweise oder zwingend die Auslöschung des israelischen Volkes gefordert wird, ist nicht unbedingt klar. In jedem Fall könnte man sich Klarheit darüber verschaffen, und insofern auch wissen, dass die Hamas genau das fordert.“ Auch Meron Mendel beurteilt die Parole als antisemitisch, weil damit gemeint werde: „Alles ist Palästina, es gibt kein Israel.“  Ebenso sei es rassistisch, wenn nationalistische Israelis sagen: „From the river to the sea, alles ist Israel.“
Laut dem Historiker Jeffrey Herf macht das Grundsatzpapier der Hamas von 2017 klar, dass sie ganz Israel, nicht nur Ramallah, sondern auch Tel Aviv als „besetztes“ Gebiet betrachtet. Terrorakte auf Israel stelle sie als Formen des „Widerstands“ dar, die „so lange andauern sollen, bis die Befreiung erreicht ist, bis die Rückkehr vollzogen ist und bis ein vollständig souveräner Staat mit Jerusalem als Hauptstadt errichtet ist“. Eine solche Rückkehr von Menschen, die 1948 Flüchtlinge waren, sowie deren Nachkommen könnte, so Herf, nur durch die Vertreibung der bestehenden jüdischen Bevölkerung erfolgen und würde somit das Ende Israels als jüdischer Staat bedeuten. Die Hamas stelle sich einen Staat vor, der „sich vom Jordan im Osten bis zum Mittelmeer im Westen und von Ras al-Naqura im Norden bis Umm al-Rashrāsh im Süden erstreckt“. Dieses Gebiet umfasst den gesamten heutigen Staat Israel. So sei der Ruf „From the River to the Sea“ eine Abkürzung des Absatzes 2 mit dem Titel „Das Land Palästina“ des Hamas-Grundsatzpapiers von 2017.
Die israelischen Historiker Amos Goldberg und Alon Confino wenden sich gegen eine generelle Verurteilung des Slogans als „antisemitisch“ oder gar als Aufruf zur Vertreibung oder Vernichtung jüdischer Israelis. Wer dies tue, müsse im Umkehrschluss israelische Forderungen nach einem Groß-Israel (vom Mittelmeer bis zum Jordan) dann allgemein als Aufruf zur Vernichtung der Palästinenser ansehen. Die Bezeichnung des Slogans als „antisemitisch“ sei „ein mächtiges Instrument in den israelischen, deutschen und anderen politischen ‚toolboxes‘, um die Existenz des palästinensischen Volkes und seine Verbindung zu Palästina zu leugnen, die Besatzung und Unterdrückung zu verfestigen und den Schrei nach Freiheit und nach Recht zum Schweigen zu bringen“.
Die als Alternative zur weithin akzeptierten IHRA-Definition von Antisemitismus konzipierte Jerusalemer Erklärung zum Antisemitismus vom März 2021 gibt an, es sei „nicht per se antisemitisch, Regelungen zu unterstützen, die allen Bewohner:innen ‚zwischen dem Fluss und dem Meer‘ [Anmerkung: englische Fassung der Erklärung: „between the river and the sea‘] volle Gleichberechtigung zugestehen, ob in zwei Staaten, einem binationalen Staat, einem einheitlichen demokratischen Staat, einem föderalen Staat oder in welcher Form auch immer.“ Einige Antisemitismusforschende beurteilen die Jerusalemer Erklärung, die von zahlreichen international renommierten Wissenschaftlern ausgearbeitet wurde, jedoch nicht als wissenschaftliche Definition, sondern als eine „politische Manifestation, die gegen Israel gerichtet ist“. Sie behindere die Aufklärung und den Kampf gegen Judenhass.

### Verwendung durch israelische Politiker
Auch israelische Politiker nutzen gelegentlich, teils abgewandelt, den Satz „vom Fluss bis zum Meer“. So erklärte 2014 Uri Ariel von der nationalreligiösen Partei HaBajit haJehudi: „Zwischen dem Jordan und dem Mittelmeer wird es nur einen Staat geben, nämlich Israel.“ 2018 wandte sich Gideon Sa’ar mit der Aussage, Israel müsse „vom Fluss bis zum Meer“ in jüdischer Hand bleiben, gegen eine Zweistaatenlösung.
Solche Aussagen sind im binnenpolitischen Diskurs in Israel auch Gegenstand von Kritik. So erhob der ehemalige israelische Premierminister Ehud Barak 2018 den Vorwurf, Ministerpräsident Netanjahu wolle mit seinen rechtsradikalen Koalitionspartnern „einen Staat vom Meer bis zum Jordan“ schaffen. Der Oppositionspolitiker Meir Cohen sprach in diesem Zusammenhang von einer gefährlichen „messianischen“ Tendenz. Kritisiert wird, dass israelische Kontrolle des gesamten Gebiets zwischen Fluss und Meer in der Praxis zur Verweigerung palästinensischer Selbstbestimmungs-, Bürger- und Persönlichkeitsrechte führe; die israelische Menschenrechtsorganisation B’Tselem veröffentlichte im Januar 2021 einen Bericht mit dem Titel: „Ein Regime jüdischer Vorherrschaft vom Jordan bis zum Mittelmeer: Das ist Apartheid.“
Netanjahus Ende 2022 gebildete Regierung schrieb, ähnlich wie der Likud in den 1970er Jahren, in ihr Programm: „Das jüdische Volk hat ein exklusives und unerschütterliches Recht auf alle Gebiete von Eretz Israel.“ Der israelische Energieminister Eli Cohen sagte 2024 im Sozialen Netzwerk X, Spanien, Irland und Norwegen würden mit ihrer Anerkennung Palästinas den Hamas-Terrorismus belohnen, und erklärte: „From the river to the sea, there will be one state: The State of Israel.“ In ähnlicher Weise äußerten sich zahlreiche rechte israelische Politiker in der Zeitschrift der israelischen Lobbyorganisation Ribbonut (hebräisch רִבּוֹנוּת Souveränität), die sich für eine Annexion des Westjordanlandes einsetzt: Ein palästinensischer Staat zwischen Jordan und Mittelmeer könne nicht existieren, da einzig das jüdische Volk Anrecht auf dieses Land habe.

## Rechtliche Beurteilung

### Zur Verwendung vor dem 7. Oktober 2023

#### Deutschland
Das Verwaltungsgericht Berlin erklärte im August 2023, dass die Parole für sich genommen weder zu Gewalt aufrufe noch das Existenzrecht Israels in Frage stelle. Der Slogan an sich sei mehrdeutig. Vielmehr, so führte das Gericht aus, plädierten „namhafte Antisemitismusforscher“ dafür, ihn „in erster Linie als Ruf nach Freiheit und Gleichberechtigung“ in dem Gebiet zwischen Jordan und Mittelmeer zu verstehen.
Ein vom Landgericht Mannheim unanfechtbar entschiedener Fall trug sich im Mai 2023 zu. Mit Beschluss vom 29. Mai 2024 lehnte eine Strafkammer des Landgerichts Mannheim in der zweiten Instanz die Eröffnung eines Strafverfahrens wegen Benutzung dieser Parole ab. Damit bestätigte die Kammer die erstinstanzliche Entscheidung des Amtsgerichts Mannheim und bewertete das dagegen gerichtete Rechtsmittel der Staatsanwaltschaft als unbegründet. In der Begründung stellte die Strafkammer unter anderem darauf ab, dass hier nach der verfassungsgerichtlichen Rechtsprechung der grundgesetzlich geschützten und weit auszulegenden Meinungsfreiheit unter Berücksichtigung der Umstände des Einzelfalls der Vorzug zu geben sei; es gebe auch keine generelle Deutung dahin, dass diese Parole ein „verbotenes“ Kennzeichen der Hamas sei, zumal deren genauer Wortlaut anders laute und es auf den genauen Kontext ankomme. Zudem sei das behördliche Verbot der Parole beziehungsweise dessen Zuordnung zur Hamas für die Gerichte schon nicht bindend und in Teilen mangels ausreichender bzw. nicht nachvollziehbarer Begründung nichtig. Auch Urteile der Verwaltungsgerichte seien für die Strafgerichte nicht bindend. Laut dem Artikelautor, Max Kolter, bleibt die weitere Entwicklung der Rechtsprechung im Hinblick auf Fälle mit einem engen zeitlichen und inhaltlichen Zusammenhang zum 7. Oktober 2023 abzuwarten.

### Zur Verwendung nach dem 7. Oktober 2023

#### Deutschland
Infolge des Terrorangriffs der Hamas auf Israel am 7. Oktober 2023 verbot das Bundesinnenministerium am 2. November 2023 die Hamas in Deutschland und als deren Kennzeichen auch die Parole „Vom Fluss bis zum Meer“ in sämtlichen Sprachen. Entsprechendes stand in einer Verbotsverfügung des Bundesinnenministeriums vom selben Tage hinsichtlich der Vereinigung Samidoun. Die Strafbarkeit der Parole wegen Verwendens von Kennzeichen verfassungswidriger und terroristischer Organisationen (§§ 86, 86a StGB) wird von den Behörden und Gerichten in den Bundesländern unterschiedlich beurteilt.  So hielten das Oberverwaltungsgericht für das Land Nordrhein-Westfalen, der Verwaltungsgerichtshof Baden-Württemberg und das Oberverwaltungsgericht der Freien Hansestadt Bremen die Parole für „voraussichtlich strafbar“. Der Hessische Verwaltungsgerichtshof und der Bayerische Verwaltungsgerichtshof hielten die Parole in ihren Entscheidungen für nicht generell strafbar; der Bayerische Verwaltungsgerichtshof sah eine Strafbarkeit nur bei einem konkreten Bezug zur Hamas gegeben. Die Generalstaatsanwaltschaften in Bayern, dem Saarland, Sachsen und Thüringen sowie die Staatsanwaltschaft Berlin stufen die Parole als strafbar ein.

##### Einzelne Fälle
Das Verwaltungsgericht Münster entschied im Eilverfahren am 17. November 2023, dass die Parole keine strafbare Äußerung erkennen lasse und damit nicht als Einschränkung für die Versammlungsfreiheit dienen könne.
Der Hessische Verwaltungsgerichtshof entschied am 22. März 2024 im Eilverfahren, dass die Stadt Frankfurt die Parole bei Demos erlauben müsse. Der 8. Senat des Hessischen Verwaltungsgerichtshofs urteilte, dass die Parole nichts darüber aussage, wie dieses Ziel erreicht werden solle. Es seien verschiedene Wege denkbar, dieses abstrakte Ziel zu erreichen. „Ob diese Wege politisch realistisch seien, sei dabei unerheblich, so die Kasseler Richter“. Die vereinsrechtliche Verbotsverfügung des Bundesinnenministeriums umfasse „allein die Verwendung der Parole im Kontext mit der verbotenen Vereinigung“. Schon die Vorinstanz, das Verwaltungsgericht Frankfurt am Main, hatte eine geltungserhaltende Reduktion dieser Verbotsverfügung auf Fälle mit eindeutigem Bezug zur Hamas für erforderlich gehalten.
Das Oberverwaltungsgericht der Freien Hansestadt Bremen entschied am 30. April 2024 in einem Eilverfahren, dass die Parole versammlungsrechtlich untersagt werden dürfe. Es schloss sich damit der Ansicht des Verwaltungsgerichtshofs (VGH) Baden-Württemberg an. Der VGH Baden-Württemberg entschied am 3. April 2024 in einem Eilverfahren, dass eine pro-palästinensische Demonstration nicht unter dem Motto „From the River to the Sea – Palestine will be free!“ stattfinden dürfe, und gab damit der Stadt Freiburg Recht. Die Begründung bezog sich auf eine mögliche Strafbarkeit der Parole als Kennzeichen der Hamas. Entsprechend entschied der VGH Baden-Württemberg in einem Eilverfahren am 21. Juni 2024 zur Parole „From the river to the sea - Palestine will be free“ und bezog sich dabei unter anderem auf die Verbotsverfügung des Bundesinnenministeriums vom 2. November 2023 zur Hamas.
Der Bayerische Verwaltungsgerichtshof hob am 26. Juni 2024 im Eilverfahren ein versammlungsrechtliches Verbot der Parole „From the river to the sea“ auf. Die Parole sei insbesondere nur mit einem erkennbaren Bezug zur Hamas strafbar, und diesen Bezug habe die Versammlungsbehörde nicht dargelegt. Etwas anderes ergebe sich auch nicht aus der Verbotsverfügung des Bundesinnenministeriums vom 2. November 2023: Eine Wiedergabe von Kennzeichen in einer Verbotsverfügung weise nach der Rechtsprechung des Bundesverwaltungsgerichts keinen regelnden Gehalt auf, sondern habe lediglich deklaratorischen Charakter.
Am 4. November 2023 beschlagnahmte die Polizei ein Plakat mit der Parole, obwohl die Wörter „river“, „sea“ und „Palestine“ geschwärzt waren. Laut dem Strafrechtler Thomas Fischer ist die Nutzung der Parole im öffentlichen Raum im konkreten Bedeutungszusammenhang nach § 140 StGB (Billigung von Straftaten) strafbar, aber nicht als abstrakte Meinungsäußerung ohne weitere Billigung von Straftaten. Eine Polizeisprecherin sagte der Deutschen Presse-Agentur, dass die Staatsanwaltschaft bei der Parole einen Anfangsverdacht auf Volksverhetzung nach § 130 StGB sehe, weil das Existenzrecht Israels dadurch in Frage gestellt werde und sie das als strafbar einordne. Andere Parolen, die Israel angreifen, seien jedoch als Meinungsäußerung zulässig. Die Generalstaatsanwaltschaft München kündigte im November 2023 an, bei Verwendung des Slogans in Bayern künftig Ermittlungen wegen des Verwendens von Kennzeichen terroristischer Organisationen einzuleiten. Dies begründete sie mit dem Verbot des Slogans durch das Bundesinnenministerium im Rahmen des Betätigungsverbots gegen Samidoun. Ob der Slogan durch das Betätigungsverbot von Samidoun nach § 86a StGB strafbar ist, ist umstritten.
Das Amtsgericht Berlin-Tiergarten verurteilte am 6. August 2024 eine 22-jährige deutsch-iranische Studentin, die bei einer verbotenen Versammlung in Neukölln am 11. Oktober 2023 die Parole gerufen hatte, zu einer Geldstrafe von 40 Tagessätzen zu je 15 Euro (also insgesamt 600 Euro). Das Rufen der Parole wurde vom Gericht im Kontext mit dem Terrorangriff der Hamas vier Tage zuvor als Billigung von Straftaten (§ 140 Abs. 1 Nr. 2 StGB.) gewertet. In der Urteilsbegründung sagte die Richterin: „Es sollte das Massaker gebilligt werden.“ Es war das erste Mal, dass in Berlin seit dem Terrorangriff der Hamas auf Israel ein Strafurteil wegen der Parole verhängt wurde.
Am 25. September 2024 entschied das Verwaltungsgericht Düsseldorf, dass die Untersagung der Parole bei zwei Demonstrationen rechtmäßig gewesen sei, da sie ein Kennzeichen der verbotenen terroristischen Organisation Hamas und des gleichfalls verbotenen Netzwerks Samidoun sei. Somit sei die Verwendung gemäß § 86a StGB strafbar. Da sie aber „nicht per se antisemitisch“ sei, könne die Verwendung legal sein, wenn die Parole in einem Zusammenhang geäußert würde, der „eindeutig“ nichts mit den beiden verbotenen Organisationen zu tun habe, etwa wenn die Veranstalter sich explizit von ihnen distanziert hätten.
Am 8. November 2024 verurteilte das Landgericht Berlin I eine 42-jährige Berlinerin wegen Verwendens von Kennzeichen terroristischer Organisationen in zwei Fällen und wegen Verbreitens von Propagandamitteln terroristischer Organisationen zu einer Gesamtgeldstrafe von 130 Tagessätzen zu je 10 Euro. Die Angeklagte soll im November und Dezember 2023 in zwei Fällen die Parole „From the river to the sea: Palestine will be free“ öffentlich über Instagram geteilt haben sowie das Foto eines Sprechers der Qassam-Brigaden der Hamas mit zustimmenden Kommentaren und Emojis versehen haben. Die Verteidigung legte gegen das Urteil zunächst Revision zum Bundesgerichtshof ein, nahm die Revision jedoch im März 2025 zurück.
Im Juli 2025 wurde eine propalästinensische Aktivistin, die unter anderem wegen der Verwendung der Parole „From the River to the Sea“ angeklagt war, vom Amtsgericht Tiergarten freigesprochen. Die Angeklagte konnte glaubhaft machen, dass die Parole nicht zur Unterstützung der Hamas gedient habe.

#### Österreich
In einem Erlass des Justizministeriums von November 2023 ist bei der Frage der Prüfung des Vorliegens eines Anfangsverdachts ausgeführt, dass „durch die ‚bloße‘ Verwendung der Parole […] das Vorliegen eines Anfangsverdachts näher zu prüfen [wäre], weil der Parole selbst keine Aufforderung zur Begehung einer terroristischen Straftat entnommen werden kann.“ Der Slogan kann daher strafbar sein, jedoch wurden einige Ermittlungsverfahren eingestellt, weil die „subjektive Tatseite“ gefehlt habe.

##### Einzelne Fälle
Eine Gruppe namens „Palästinenser Solidarität Österreich“ (PSÖ) postete auf ihrer Website die Einladung zu einer polizeilich angemeldeten „Pro-Palästina-Demo“ auf Arabisch. Am unteren Ende der Einladung stand der Aufruf mit dem Slogan. Am 11. Oktober 2023 verbot die Wiener Polizei diese Demonstration mit der Begründung, dass die Formulierung „From the river to the sea, Palestine will be free“ in den Einladungen, auch in Flugblättern, einen Verstoß gegen die Menschenrechte darstelle. Der Polizeichef der Stadt, Gerhard Pürstl, sagte auf einer Pressekonferenz wenige Stunden vor der Demonstration, die Polizei interpretiere dies im aktuellen Kontext als „klaren Aufruf zur Gewalt“, und fügte hinzu, dass damit die Auslöschung Israels von der Landkarte gemeint sei.
Im November 2024 löste die Polizei ein Camp propalästinensischer Demonstranten am Geländes des alten AKH auf. Grund dafür war die Verwendung des Begriffs „Intifada“ und der Parole „From the River to the Sea, Palestine will be Free“. Laut einer Entscheidung des Verwaltungsgerichts Wien war diese Auflösung rechtswidrig, da die Parole „From the river to the Sea, Palestine will be free“ im unterschiedlichen bzw. mehrdeutigen Sinn verstanden werden – sowohl von der äußernden Person als auch vom Empfänger der Äußerung – kann.

#### Niederlande
Im Oktober 2023 entschied das niederländische Unterhaus, dass der Slogan „From the river to the sea, Palestine will be free“ ein Aufruf zur Gewalt sei. Die Parteien waren der Ansicht, dass die Erklärung die Zerstörung Israels fordere. Neben der JA21, die den Antrag eingebracht hatte, stimmten auch die VVD, die PVV, die CDA, die ChristenUnie, die SGP, die BBB, Omtzigt und die Groep Van Haga für den Antrag. Der Antrag wurde während der Debatte mit dem scheidenden Ministerpräsidenten Mark Rutte über den Krieg zwischen der Hamas und Israel eingebracht.

#### Vereinigtes Königreich
Die Londoner Polizei erklärte im Oktober 2023 und erneut im Februar 2024, es seien zwar Umstände denkbar, wo das Skandieren des Slogans rechtswidrig sein könnte, doch im Rahmen eines größeren öffentlichen Protests stelle es keine Straftat dar und würde keine Verhaftungen nach sich ziehen.

#### USA
Das Repräsentantenhaus der Vereinigten Staaten verabschiedete am 16. April 2024 eine rechtlich für Gerichte nicht bindende Resolution, die den Slogan „From the river to the sea, Palestine will be free“, der oft auf pro-palästinensischen Demonstrationen skandiert und gezeigt wird, als antisemitisch einstuft. Er wolle „dem jüdischen Volk sein Recht auf Selbstbestimmung absprechen“ und fordere „die Vertreibung des jüdischen Volkes aus seiner angestammten Heimat“. Laut der Resolution handelt es sich um einen „Schlachtruf“, der Gewalt sowohl gegen den Staat Israel als auch gegen die Juden in der Diaspora propagiert. Er erweise „den Israelis, Palästinensern und all jenen in der Region, die sich für Frieden einsetzen, einen schlechten Dienst“.

## Kontroversen
Am 1. November 2023 verbot der englische Fußballverband seinen Spielern, diesen Slogan auf Social Media zu verwenden. Am 3. November 2023 kündigte der 1. FSV Mainz 05 dem niederländischen Fußballspieler Anwar El Ghazi fristlos, woraufhin er wegen unrechtmäßiger Entlassung klagte. Der Verein reagierte damit auf die Äußerungen und Posts El Ghazis in den sozialen Medien. El Ghazi hatte auf seinem Instagram-Kanal „I stand with Palestine“ in Verbindung mit der Parole „From the river to the sea, Palestine will be free“ gepostet. Die Generalstaatsanwaltschaft Koblenz leitete ein Ermittlungsverfahren ein und erläuterte: „Gegen den Beschuldigten besteht nach unserer Bewertung der Anfangsverdacht der Störung des öffentlichen Friedens durch Billigen von Straftaten in Tateinheit mit Volksverhetzung durch Verbreiten eines Inhalts“. Mit Urteil vom 12. Juli 2024 erklärte das Arbeitsgericht Mainz die fristlose Kündigung von Mainz 05 gegenüber dem Spieler für unwirksam: El Ghazis Social-Media-Post vom 1. November, in dem er gesagt hatte, dass er zu seinem ursprünglichen Posting stehe und dies nicht zurücknehme, sei von der Meinungsfreiheit gedeckt. Für die Beurteilung der fristlosen Kündigung seien nur solche Tatsachen maßgeblich, die bei Zugang der Kündigung nicht länger als zwei Wochen bekannt gewesen seien. Es wurde Berufung eingelegt beim Landesarbeitsgericht Rheinland-Pfalz.